# Michał Gurgul
Michał Gurgul, né le 30 janvier 2006 à Poznań en Pologne, est un footballeur polonais qui évolue au poste d'arrière gauche au Lech Poznań.

## Biographie

### Carrière en club
Né à Poznań en Pologne, Michał Gurgul commence le football à l'AP Reissa Jarocin avant d'être formé par le club de sa ville natale, le Lech Poznań.
Il joue son premier match avec l'équipe première le 12 mars 2023 face au Piast Gliwice, en championnat. Il entre en jeu à la place de Ľubomír Šatka et les deux équipes se neutralisent (1-1 score final),.
Le 28 septembre 2023, Gurgul inscrit son premier but en professionnel, lors d'une rencontre de championnat face au Raków Częstochowa. Titulaire, il marque le but égalisateur à la sixième minute de jeu alors que son équipe avait concédé le premier but par Deian Sorescu quatre minutes plus tôt. Les deux équipes se neutralisent finalement sur le score de deux buts partout,.

### En sélection
Michał Gurgul représente la Pologne en sélection et commence sa carrière internationale avec les moins de 16 ans, jouant sept matchs entre 2021 et 2022.
Gurgul est retenu avec les moins de 17 ans pour participer à la coupe du monde des moins de 17 ans en 2023 qui se déroule en Indonésie.
Il joue son premier match avec les moins de 19 ans le 5 septembre 2024 contre le Kazakhstan. Il est titulaire et capitaine lors de ce match remporté par son équipe par deux buts à zéro.
En novembre 2024, Michał Gurgul est convoqué pour la première fois avec l'équipe nationale de Pologne, étant l'une des surprises de la liste du sélectionneur Michał Probierz avec son coéquipier Antoni Kozubal. Il est également le premier joueur né en 2006 à être appelé en équipe senior de Pologne. Il reste toutefois sur le banc sans entrer en jeu lors du match perdu par les Polonais contre l'Écosse le 18 novembre 2024 (1-2 score final),.

## Palmarès
Lech Poznań
- Championnat de Pologne (1) :
  - Champion : 2025.